# Mokšani
Mokšani, ili narod Mokša (mokš. мокшет; rus. мокшане, ili narod мокша), su podgrupa ugro-finskog naroda Mordvina (Mordovaca, Mordva), koja živi u Ruskoj Federaciji, najčešće oko reka Volge i Mokše, i pritoka reke Oka.
Njihov maternji jezik je mokšanski, jedan od dva preživela jezika iz grupe mordovskih jezika, grane familije uralskih jezika. Prema popisu iz 1994. u Rusiji, 49% starosedelačkog povolško-finskog stanovništva u Mordoviji je sebe smatralo Mokšanima, sve ukupno više od 180.000 ljudi. Većina Mokšana je religijski vezano za Rusku pravoslavnu crkvu; druge praktikovane religije su luteranizam i paganizam.

## Ime
Rubruk, franjevački sveštenik koji je poslat kod Mongola ih je zvao Moksel. Isti termin je korišćen u persijskoj hronologiji Rašid ad-Din. Prema popularnoj tradiciji, Rusi su prvi upotrebili termin Mordva koji se odnosi samo na Erzjane, no kasnije se koristio kako za Erzjane tako i za Mokšane. Termin Mokša se počeo javljati u ruskim spisima od 17. veka.
Mokšani su u lokalnim jezicima poznati kao:
- ili Мокшењ ломаћ („Mokšu narod“) na mokšanskom
- ili  na ruskom
- na tatarskom
- na čuvaškom
- na erzjanskom

## Istorija

### Praistorija
Podela Povolških Finaca na manje grupe započeta je oko 1200. p. n. e. Mokšani se ne mogu pratiti pre tog perioda, jer nisu razvili tenhiku sahranjivanja koja se razlikovala od one koju su imali ostali Povolški Finci. Prema arheološkim podacima, tela pokojnika u ranoj mokšanskoj kulturi su bila orijentisana tako da su glave bile usmerene ka jugu.
Herodot napominje da Androfagi žive u šumama između Dnjepra i Dona severno od Skitije i verovao da su ovi ljudi, pripadnici Gorodecke kulture, bili Mokšani. Navodi Herodota predstavljaju prvi pisani trag Mokšana u istoriji. Herodot je takođe opisao Skitsko-persijski rat 516—512. p. n. e. koji je uključio sve narode srednje Volge. Tokom ovog rata su Sarmati isterali Skite i potčinili neke Mokšanske klanove. Tokom 2. i 3. veka nove ere Anti, Sloveni, Mokšani i Erzjani su postali najmoćniji i najmnogobrojniji narodi u istočnoj Evropi. Do kraja 4. veka, većina Mokšana se priključilo Hunskom plemenskom savezu, učestvujući sa njima u pobedi nad Ostrogotima 377. godine, koji su zatim otišli na zapad i naselili u Panoniju. Dokaz za vojno savezništvo sa Hunima uključuje vojnu opremu, kao što su bitovi i psalije, koji su identifikovani kao ranohunska ratna oprema. Arheološki podaci ukazuiju na to da se granice Mokšu teritorija nisu menjale od 4. do 8. veka. Godine 450, Mokšu su bili u savezu sa narodom Volge, poznatijim kao Burtasi koji su najverovatnije Alani.

### Srednji vek
Tokom drugog Arapsko-hazarskog rata 737. godine, arapska vojska je pod vođstvom Marvana ibn Muhameda stigla do desne obale Volge u ušla u sukob sa Burtasima na putu do leve obale Volge gde su bili Hazari. Oko 889—890 godine, Hazari su zaratili sa Burtasima, Oguzima i Pečenezima. Godine 913, posle rata Al-larisa i Rusa na Itilu, 5.000 preživelih Rusa pobeglo je uzvodno Volgom, gde su bili pobijeni od strane Burtasa. Godine 932, hazarski kralj Aron je oformio ratni savez sa Oguzima. Oko 940. godine, tokom vladavine kralja Jozefa, Hazari su ušli u savez sa Burtasima. Kasnije je burtaška kneževina Seliksa postala vazal hazarskom kanatu. Godine 965, Svijatoslav I Kijevski je napao kazarske saveznike, osnovio Serkel i Bugarsku i stigao do Semendera. Dve godine kasnije, posle velike poplave, on je napao i osvojio Itil. Na početku 10. veka Almiš kralj Povolške Bugarske je preuzeo vladavinu nad hazarskim podanicima. Islamizirao ih je, formirao savez sa kalifatom Bagdada Al-Muktafi i formirao trgovačku bazu na ušću reke Oka. Kijevski knez Vladimir osvojio je prestonicu Bolgar 985. godine. Kralj Almuš i knez Vladimir su potpisali mir i trgovinski sporazum 1006. godine, što je bio početak „večnog mira“ koji je trajao 80 godina. Rat za dominaciju nad rekom Okom i Erzjanskom tvrđavom Obran Oš ponovo je započeo 1120. godine. Knez grada Vladimira Jurij II osvojio je Ošel 1220. godine i zahtevao smanjenje bugarskog uticaja na Erzjansko kraljevstvo (Purgaska Rusija). Kasnije je stupio u savez sa Povolškom Bugarskom. Kneževi Vladimira su zauzeli i uništili Obran Oš 1221. godine i osnovali Nižnji Novgorod na tom mestu. Erzjanski kralj Purgaz i mokšanski kralj Pureš su bili u ratu, pri čemu je Purgaz bio u savezu sa Bugarima, a Pureš sa knezom Jurijem. Godine 1230, Purgaz je predvodio opsadu Nižnjeg Novgoroda, ali je bio poražen. Posle toga, sin Pureša, princ Atamaz je sa svojim kumanskim saveznicima upao na teritorije Purgaza i potpuno razorio njegovo kraljevstvo.
Kao što je zapisano od strane Rašid-al-Dina u njegovom Jami al-Tavarikh, 4. septembar 1236. je dan kada su sinovi Jočija — Batu-kan, Orda-kan i Berke, Ugedejev sin Kadan, Čagataji-kanov unuk Buri i sin Džingis Kana, Kulkan, proglasili rat protiv Mokšana, Burtasa i Erzjana. Rat se završio 23. augusta 1237. sa trijumfalnom pobedom Mongola kod Crne šume, na granici sa Rjazanjskom kneževinom.
Mokšanski kralj Pureš se poklonio Batu-kanu, od kralja Pureša je traženo da kao vazal lično predvodi svoju vojsku u mongolsko-tartarskim vojnim pohodima.
Na početku 1241. godine, Mongoli su osvojili Kijev, prešli Karpatske planine i napali Poljsku. Rodžer Bakon u svom Opus Majusu piše da su Mokšani bili prethodnica mongolskoj vojsci i da su pomogli osvajanju Liblina i Zavihosta u Poljskoj. Benedikt Polone je zapisao da su mokšanski vojnici pretrpeli ozbiljne gubitke prilikom osvanjana Sandomježa, februara, i Krakova, marta iste godine. Dana 9. aprila 1241. godine mongolska vojska je pobedila ujedinjenu armiju Poljske i Nemačke u bici kod Legnice. Veruje se da je kralj Pureš nastradao tada. Brzo posle te bitke, mokšanska vojska se zaklela Batu-kanu da se neće boriti protiv Nemaca. U navodima Rebruka i Bekona, Mokšani su prvo pregovarali sa Nemcima i Bohemijancima u nadi da će pravljenjem saveza sa njima pobeći od potlačenog i vazalnog odnosa koji su imali prema Batu-kanu. Takođe se zna da je Subudaj naredio kažnjavanje zaverenika, gde je jedna trećina, oko hiljadu, mokšanskih ratnika ubijeno, a trećina uspela da pobegne i vrati se u svoju domovinu. Jedna trećina je ostala u savezu sa mongolskom vojskom i sa njom marširala do Mađarske kroz Verecki prolaz marta 1242. godine, po navodima mađarskog biskupa Stefana II. and Matthew of Paris.

## Geografsko rasprostranjenje
Mokšani žive predominantno u centralnom i zapadnom delu Mordovije, ali i susednim regionima Tambovske Oblasti i zapadnim i centralnim delovima Penzenske Oblasti. Mokšani takođe žive u Orenburg Oblasti, Baškortostanu, Tatarstanu, Altajskom Kraju, ali takođe i kao dijaspora u Estoniji, Kazahstanu, Sjedinjenim Američkim Državama i Australiji.

## Kultura

### Jezik
Mokšani govore mokšanskim jezikom, koji je jedan od mordvinskih jezika, grane familije uralskih jezika.

### Mitologija
U tradicionalnoj mokšanskoj mitologiji, svet je kreirao Ińe Narmon (Velika Ptica), koji se u folkloru navodi kao Akša Loksti (Beli Labud). Prvu stvar koji je Ińe Narmon kreirao je voda. Yakśarga (Plovka) je donela pesak sa dna mora, Ińe Narmon je uzeo taj pesak i napravio zemlju sa Ińe Šufta-om (Veliko Drvo) njoj. Ińe Narmon je napravio gnezdo na Ińe Šufta, koje se najčešće odnosi na Kelu (bukvu) u folkloru. Akša Kal (Bela Jesetra) je nosila Zemlju sa korenom Ińe Šufta na svojim leđima. Ińe Narmon je imao tri ptića: Tsofks (Slavuj), Kuku (Kukavica), and Ožarga (Poljska ševa). Tsofks je izabrala žbunje i vrbake kao stanište, Kuku se smestila u šume, a Ožarga je otišla na polja. Jedno od starijih deizama koji se pominje u folkloru Mokšua jes Mešavane (Majka Ččela). Od pokrštavanja Mokšua, vrhovni bog se naziva Värden Škai (Uzvišeni Tvorac).
Prema starijim legendama, stvaranje sveta je išlo u nekoliko faza: prva, kada je Idemevs (Đavo) pitan od strane Boga da donese pesak sa dna velikog mora. Idemevs je sakrio malo peska u svojim ustima. Kada je Värden Škai počeo sa stvaranjem Zemlje, sakriveni pesak u ustima Idemevs je počeo da raste. On je morao sa ispljune pesak i tako su bezdani i planine nastale na prethodno ravnoj i lepoj Zemlji. Prvi ljudi koje je napravio Värden Škai su mogli da žive između 700 i 800 godina i bili du džinovi 99 aršina visoki. Podzemni svet u Mokšinskoj mitologiji pripada Mastoratia-ju. Duše heroja, starešina klanova i ratnika pojenih u bitkama su odlazile na emerald zelena ostrva nazvana Usiya, gde su sedele za dugačkim stolom sa velikim kraljem Ťušťen-om i pile čist nektar.

## Spoljašnje veze
- Webpage of the Zubu district of Mordovia, with historical and cultural information on the Moksha people in Russian, English and French
- „Mokshen Pravda newspaper”. Архивирано на веб-сајту  (17. април 2021)
- „Moksha - English - Moksha online dictionary”.
- News in Moksha
- Mokshan mythology
- „Mokshan folklore”.
- „Mokshan names”.
- „Moksha portal - Mokshan history, music and video”.
- „The periodic table in the Moksha language”. Архивирано на веб-сајту  (3. август 2009)
- Mokshan pop music